# نادي سيبونا لكرة السلة
نادي سيبونا لكرة السلة (بالكرواتية: KK Cibona) هو فريق كرة سلة كرواتي للمحترفين تأسس في 24 أبريل 1946 يقع مقره في زغرب. يلعب في الدوري الكرواتي لكرة السلة الدرجة الأولى والدوري الأدرياتيكي.

## الإنجازات

### البطولات المحلية
الدوري الكرواتي لكرة السلة الدرجة الأولى
- الفوز (18): 1991-92، 1992–93، 1993–94، 1994–95، 1995–96، 1996–97، 1997–98، 1998–99، 1999-00، 2000–01، 2001–02، 2003–04، 2005–06، 2006–07، 2008–09، 2009–10، 2011–12، 2012–13
- الوصافة (5): 2002-03، 2004–05، 2013–14، 2014–15، 2015–16

الدوري اليوغوسلافي لكرة السلة
- الفوز (3): 1981–82، 1983–84، 1984–85
- الوصافة (4): 1970–71، 1980–81، 1985–86

كأس يوغوسلافيا لكرة السلة
- الفوز (8): 1968-69، 1979–80، 1980–81، 1981–82، 1982–83، 1984–85، 1985–86، 1987-88
- الوصافة (2): 1971-72، 1990–91

### المنافسات الأوروبية
الدوري الأوروبي لكرة السلة
- الفوز (2): 1984–85، 1985–86

كأس سابورتا
- الفوز (2): 1981–82، 1986–87

### المسابقات الإقليمية
الدوري الأدرياتيكي
- الفوز (1): 2013–14
- الوصافة (3): 2003–04، 2008–09، 2009–10

## وصلات خارجية
- الموقع الرسمي